# Трапезундска епархия
Трапезундската епархия (на гръцки: Ιερά Μητρόπολη Τραπεζούντος) е титулярна епархия на Вселенската патриаршия. Диоцезът съществува от 325 до 1922 година с център в град Трапезунд, на турски Трабзон. Титлата Митрополит на Трапезунд, ипертим и екзарх на цяла Лазика е вакантна.

## История
Трапезунд е основан в 756 година пр. Хр. от йонийски гърци от Синоп. Епархията първоначално е епископия, подчинена на Неокесарийската митрополия. През VIII век става архиепископия, а около 840 година митрополия. В X век митрополията има 7 подчинени епископии, които стават 18 към ΧΙΙ век. След това те постепенно намаляват до 2 в XV век – Халдийската или Канинската, която става архиепископия през първата половина на XVII век и Офиската, която е закрита през същия период. В XVIII век митрополията няма епископии.
Трапезундската митрополия граничи с Черно море и Батумската епархия (Грузинска патриаршия) на север, Теодосиуполската митрополия (Антиохийска патриаршия) на изток, Халдийската, Родополската и Теодосиуполската митрополия на юг и Халдийската и Родополската на запад. Други важни градове са Платана (Акчаабат), Филокалия (Вакфъкебир), Елеус (Гореле), Триполис (Тиреболу), Теспиас (Еспие), Касопи (Кесап), Гимора (Йомра), Ираклия (Араклъ), Сурмена (Шурмене), Офис (Оф), Ризус (Ризе), Мапаври (Чайели), Атина (Пазар), Армини (Ардешен), Архавис (Архави), Апсарос (Хопа).
След разгрома на Гърция в Гръцко-турската война и обмена на население между Гърция и Турция в 1922 година, на територията на епархията не остава православно население.

## Митрополити
| Име           | Име          | Управление                          | Забележка                                                                       | Години      |
| ------------- | ------------ | ----------------------------------- | ------------------------------------------------------------------------------- | ----------- |
| Теодосий      | Θεοδόσιος    | 1370 – 1392 †                       |                                                                                 | 1300 – 1392 |
|               | Σίμων        | 1402                                |                                                                                 |             |
|               | Λαυρέντιος   | ~1659                               |                                                                                 |             |
|               | Ιωάννης      | ~1672                               |                                                                                 |             |
| Ананий        | Ανανίας      | 1736 – 1764                         |                                                                                 |             |
| Доротей       | Δωρόθεος     | 1764 – 1798 †                       |                                                                                 | ? – 1798    |
| Партений      | Παρθένιος    | март 1798 – 1830 †                  |                                                                                 | ? – 1830    |
| Константий I  | Κωνστάντιος  | юли 1830 – април 1879 †             |                                                                                 | 1771 – 1879 |
| Григорий ΙΙ   | Γρηγόριος    | 12 май 1879 – 22 декември 1884      | от назиански т.е., в солунски м.                                                | 1844 – 1925 |
| Григорий ΙΙΙ  | Γρηγόριος    | 29 декември 1884 – 17 май 1888      | от пловдивски м., в родоски м.                                                  | 1841 – 1902 |
| Филарет       | Φιλάρετος    | 14 май 1888 – 10 октомври 1889      | в костурски м.                                                                  | 1848 – 1933 |
| Гавриил       | Γαβριήλ      | 10 октомври 1889 - 23 април 1893    | от варненски м., уволнен, по-късно маронийски м.                                | ? – 1906    |
| Константий II | Κωνστάντιος  | 29 април 1893 – 18 юни 1906 †       |                                                                                 | ? – 1906    |
| Константин    | Κωνσταντίνος | 29 юни 1906 - 2 април 1913          | от веленски м., в кизически м.                                                  | 1859 – 1930 |
| Хрисант       | Χρύσανθος    | 26 май 1913 - 10 февруари 1922      | осъден задочно на смърт от турските власти на 7 септември 1921, в маронийски м. | 1881 – 1949 |
| Хрисант       | Χρύσανθος    | 27 октомври 1922 - 13 декември 1938 | от маронийски м., в атински а.                                                  | 1881 – 1949 |